# De vildeste fugle
De vildeste fugle er det tredje studiealbum fra den danske rocksanger Michael Falch. Det blev udgivet i 1988.

## Spor
1. "Nu Brænder Sommeren Af" - 4:29
2. "Piger - Piger" - 3:34
3. "Venter På Vind" - 4:01
4. "De Vildeste Fugle" - 4:45
5. "Klar Dag" - 4:21
6. "De Unge Vilde" - 4:18
7. "Kinddans (Altid Parat Til En)" - 3:16
8. "En Stille Én" - 5:06
9. "Du Skal Vågne Op En Morgen" - 3:35
10. "Det Bedste Jeg Har" - 4:33